# Leo Rodríguez
Olimpio Leonardo Rodríguez, plus connu sous le nom de Leo Rodríguez (né à Curaçao) est un joueur de football néerlandais (international Curaçaoan) qui évoluait au poste d'attaquant.

## Biographie

### Carrière en sélection
Avec l'équipe des Antilles néerlandaises, il participe aux Jeux olympiques d'été de 1952 organisés à Helsinki.